# منشأة كرم ورزوق
منشاة كرم ورزوق هي إحدى قرى مركز فارسكور التابع لمحافظة دمياط بجمهورية مصر العربية.